# Танфілд-Веллі
Шаблон:Norse colonization of North America

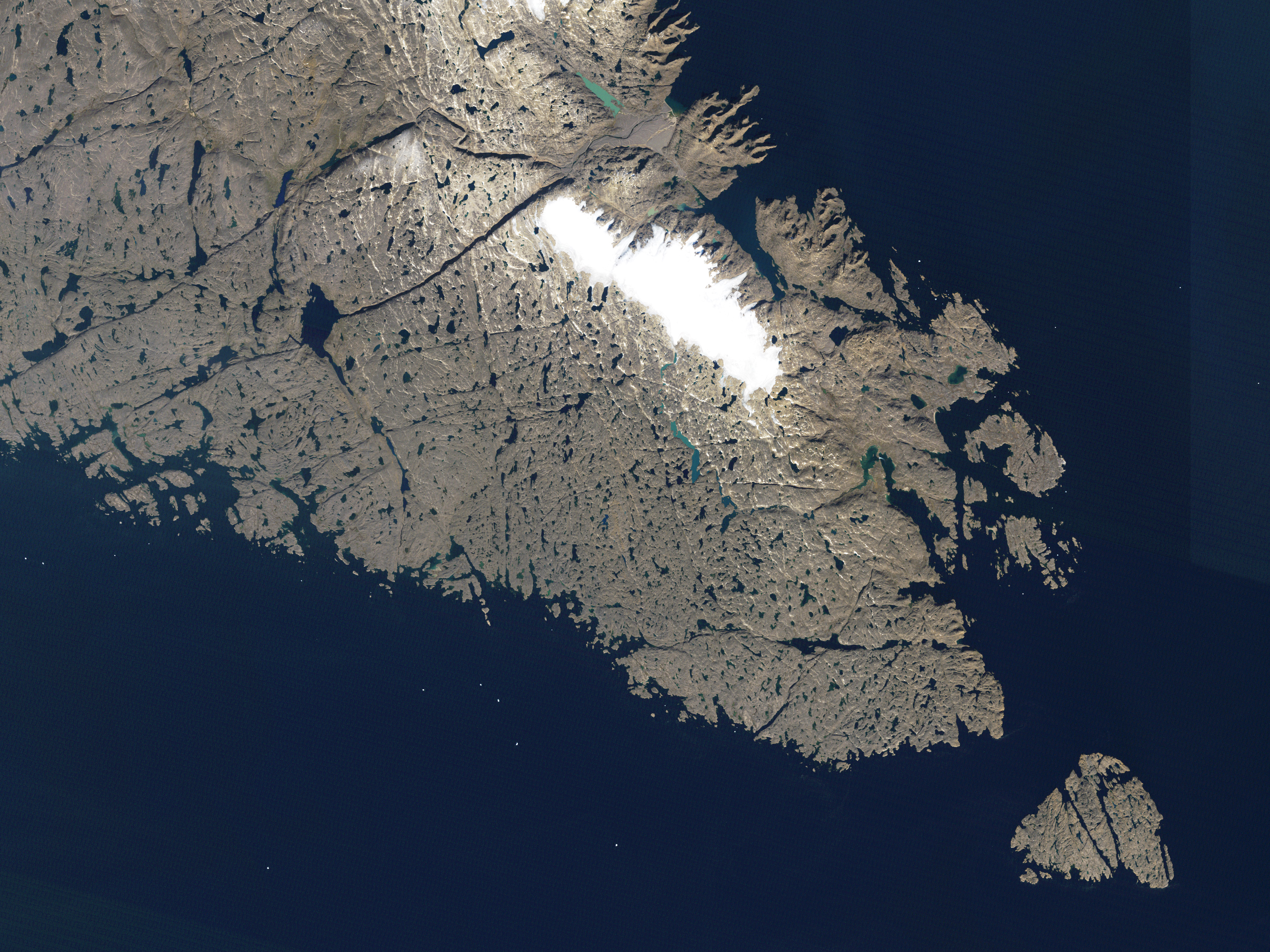
Південний край острова Баффін

Долина Танфілд-Веллі, також відома як Нанук, є археологічним місцем, розташованим на найпівденнішій частині острова Баффінова Земля в канадській території Нунавут. Ймовірно, це місце було відоме доколумбовим норвезьким пошуковцям із Гренландії та Ісландії. Це місце може перегукуватися зі згадками про Геллуленд, про який йдеться в ісландських сагах (Гренландська сага та Сага про Еріка Рудого).
Археологічний проєкт Helluland — це дослідницька ініціатива, яка виходила від Канадського музею цивілізації, нині — Канадський історичний музей, щоб дослідити можливість тривалої присутності скандинавів на Баффіновій Землі та їхньої торгівлі з корінними народами Дорсетської культури. Проєкт перервано після відходу Патрицію Сазерленд у 2012 році з музею. Розкопки під керівництвом Сазерленд у долині Танфілд знайшли ймовірні зразки середньовічного скандинавського текстилю, металургії та інших елементів європейських технологій. Дерев’яні артефакти з місць стоянок дорсетської культури включають зразки, які дуже схожі на норвезькі артефакти з Гренландії. Також були виявлені шкірки євразійських щурів.
Однак вісім дернових будівель і артефактів, знайдених у 1960-х роках у Л'Анс-о-Медоуз, розташованому на північному краю Ньюфаундленду, залишаються єдиним реально підтвердженим норвезьким місцем стоянки у Північній Америці, подібним до виявлених у Гренландії.
Моро Максвелл (1918–1998), професор і куратор антропології в Університеті штату Мічиган, раніше вивчав це місце у своєму дослідженні передісторії Баффінової Землі, висновки якого були підсумовані в його публікації «Переісторія Східної Арктики» (1985).

## Подальше читання
- Maxwell, Moreau  (1985) Prehistory of the Eastern Arctic (Academic Press)  ISBN 978-0124812703
- Sutherland, Patricia (2015) The Helluland Archaeological Project (archive.org)